# Moussonvilliers
Moussonvilliers ist eine Commune déléguée in der französischen Gemeinde Charencey mit 213 Einwohnern (Stand: 1. Januar 2022) im Département Orne in der Region Normandie. Die Einwohner werden Moussonvilliérois genannt.
Mit Wirkung vom 1. Januar 2018 bildeten Normandel, Moussonvilliers und Saint-Maurice-lès-Charencey die Commune nouvelle mit dem Namen Charencey. Die Gemeinde Moussonvilliers gehörte zum Arrondissement Mortagne-au-Perche und zum Kanton Tourouvre.

## Lage
Moussonvilliers liegt an der Grenze zu den Départements Eure und Eure-et-Loir.

## Bevölkerungsentwicklung
| Jahr                       | 1962 | 1968 | 1975 | 1982 | 1990 | 1999 | 2006 | 2013 |
| Einwohner                  | 290  | 282  | 248  | 215  | 210  | 209  | 218  | 228  |
| Quellen: Cassini und INSEE |      |      |      |      |      |      |      |      |

## Sehenswürdigkeiten
- Menhir Pierre Laval
- Kirche Notre-Dame-de-l'Assomption (Mariä Himmelfahrt) aus dem 16. Jahrhundert

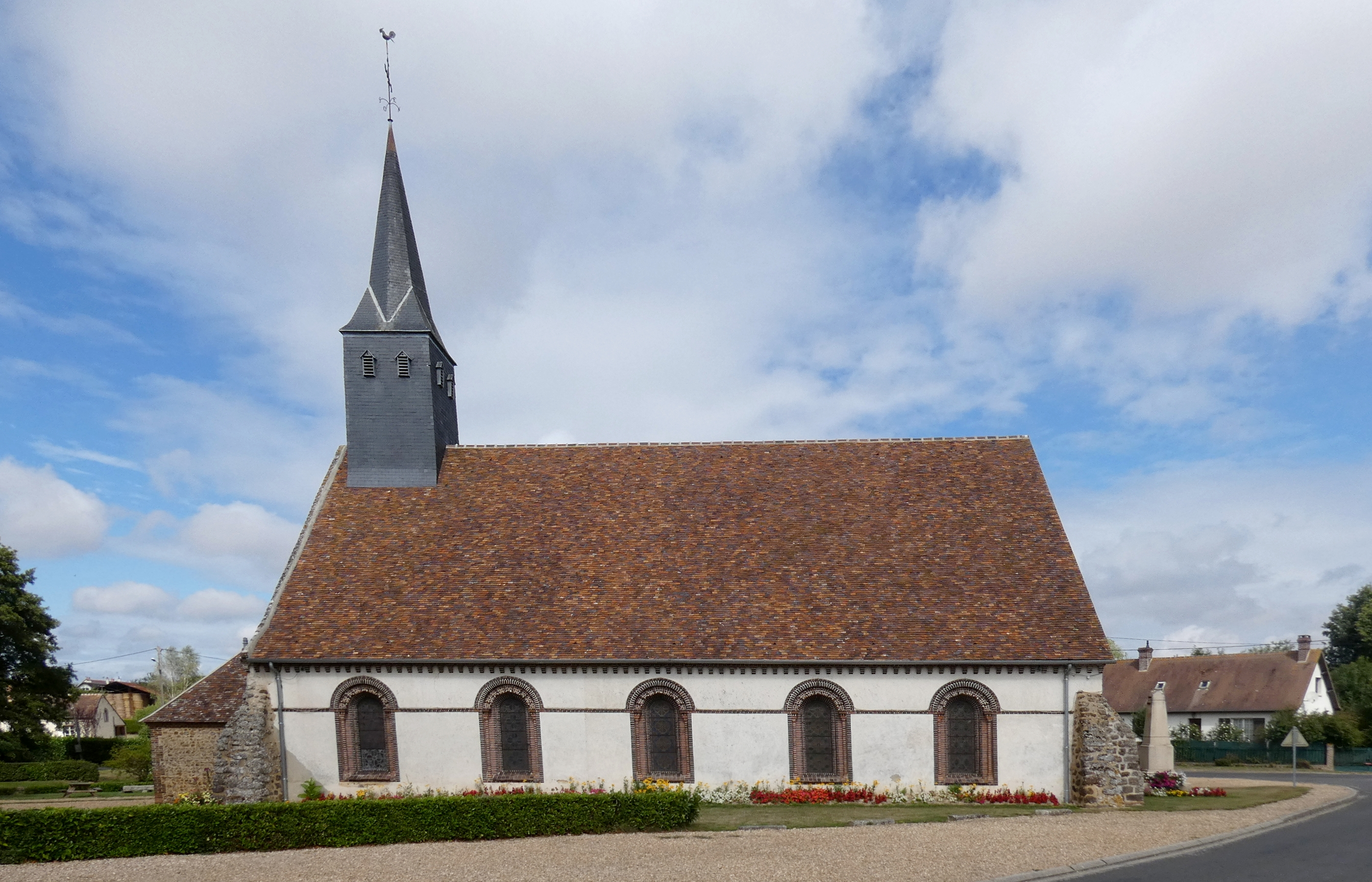
Kirche Mariä Himmelfahrt